# Ciclones tropicais na cultura popular
A disseminação dos ciclones tropicais na cultura popular ocorre através de muitos gêneros de mídia. A mídia inclui tanto ciclones tropicais ficcionais quanto reais que servem como bases para um trabalho fictício.
Embora muitas formas de desastres naturais aparecerem na ficção e literatura, ciclones tropicais (furacões, tufões, etc.) servem como fonte de numerosas funções literárias devido à sua impressionante capacidade de destruição (no caso daqueles particularmente destrutivos). A força destes sistemas têm servido de fonte de inspiração para muitos trabalhos fictícios. Umas das primeiras menções sobre ciclones tropicais ocorre em A Tempestade, de William Shakespeare. Há vários livros (particularmente em língua inglesa que contém em seus enredos histórias e dramas que envolvem personagens vítimas de tais ciclones. A televisão também mostra ciclones tropicais como fonte de interessantes histórias. O filme The Perfect Storm é inspirado num furacão real que atingiu o Canadá em 1991.
O livro Storm, que não fala sobre um ciclone tropical, mas sim de um extratropical, apresenta em seu enredo um pequeno meteorologista que têm o hábito de atribuir nomes a furacões. Talvez isso ajudou a popularizar a ideia de que cada ciclone tropical deveria ter um nome. Devido às suas capacidades destrutivas, os termos furacão e tufão passaram a ser sinônimos de grande perturbação e de ambiente impetuoso.